# Охримовцы (Тернопольская область)
Охримовцы (укр. Охримівці) — село в Байковецкой сельской общине Тернопольского района Тернопольской области Украины.
До 2020 года входило в Збаражский район.
Код КОАТУУ — 6122487250. Население по переписи 2001 года составляло 240 человек.

## Географическое положение
Село Охримовцы находится на правом берегу реки Гнезна Гнилая,
выше по течению на расстоянии в 3 км расположено село Черниховцы,
ниже по течению на расстоянии в 1,5 км расположено село Соборное.

## История
- 1478 год — дата основания.

## Объекты социальной сферы
- Школа I ст.
- Клуб.
- Фельдшерско-акушерский пункт.